# 高新大道站 (武汉市)
高新大道站是一个位于中华人民共和国湖北省武汉市洪山区九峰街道光谷四路与高新大道交叉口东南侧，属于光谷空轨的铁路车站。车站靠近武汉地铁光谷四路站。

## 站台结构
采用2个侧式站台。